# Palestra

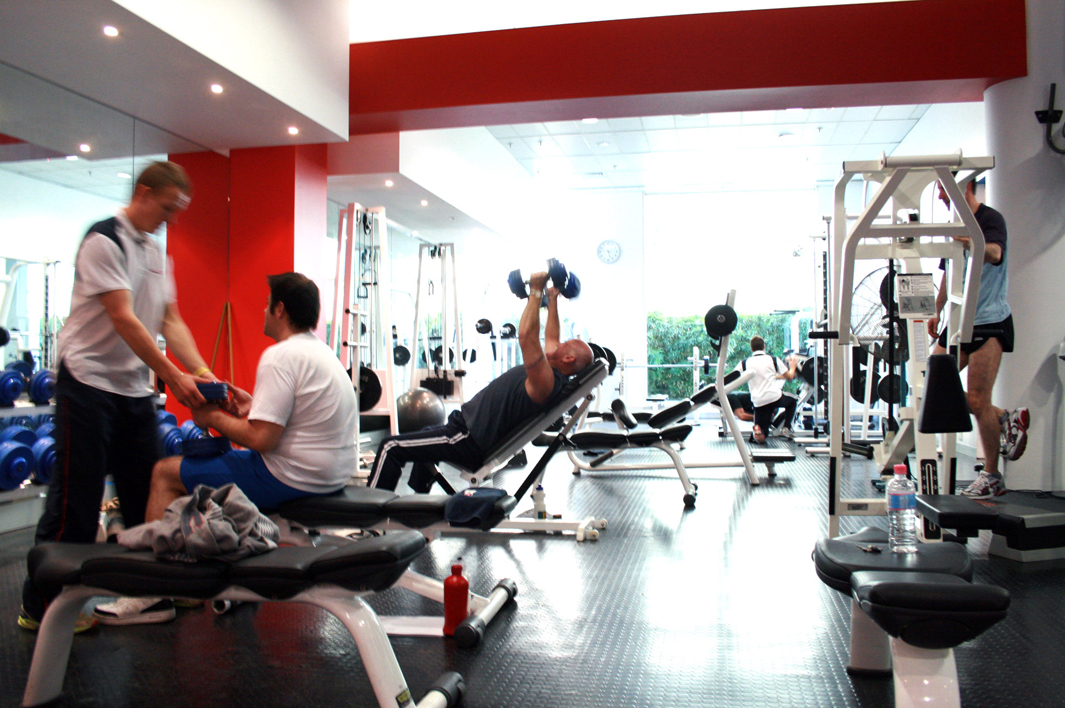
Interno di una palestra moderna.

La palestra è un luogo attrezzato per praticare sport al chiuso (indoor), sia individuali che di squadra. Con il termine si intende generalmente un luogo dove è possibile praticare lo sport del fitness.
Essa si avvale spesso del supporto di istruttori qualificati, nella maggioranza dei casi laureati in scienze motorie e sportive, ed è dotata di un'attrezzatura completa e variegata.
Le palestre solitamente sono private e per accedervi è necessario sottoscrivere un abbonamento il cui costo varia a seconda della tipologia dello stesso: annuale, semestrale, trimestrale, bimestrale o mensile. I contratti di abbonamento per la fornitura di servizi nel settore del fitness in generale rientrano nella disciplina dei contratti conclusi a distanza fuori dai locali commerciali, comune al contratto telematico, con un diritto di recesso entro quattordici giorni soggetto a limitazioni e non esercitabile in molti casi.

## Storia
Le prime palestre di cui si ha traccia, gli zurkhaneh dell'antica Persia, risalgono a più di 3000 anni fa.
Nell'antica Grecia era diffuso il ginnasio (γυμνάσιον) luogo dove i giovani si allenavano per le gare atletiche e si esercitavano nudi nei giochi ginnici. All'interno di esso era presente una παλαίστρα, lat. palaestra (dal greco antico: πάλη, pálē - "lotta"), una struttura adibita esclusivamente alle arti marziali che poteva essere indipendente da un ginnasio.
Il termine palaestra è stato ripreso nell'italiano moderno, sebbene le palestre odierne abbiano funzioni diverse.
Le palàistrai erano costituite da un'ampia corte delimitata da colonnati, che introducevano all'apodyterion, luogo della vestizione alle cui ali vi erano gli alloggi. Luoghi per l'addestramento principalmente militare degli efebi, in esso si addestravano i giovani corpi dei futuri opliti.
Ampi spazi scoperti per l'esercizio fisico erano annessi, inoltre, alle terme romane, circondati da ambienti di servizio per le attrezzature e da sale per conferenze e biblioteche. Nell'epoca contemporanea esse sono attrezzate per varie e diverse attività: aerobica, pesistica, spinning, ecc.

## La palestra scolastica
Secondo l'articolo 89 della legge italiana parlante di edifici scolastici, palestre e impianti sportivi, le scuole devono essere dotate di almeno una palestra al coperto, adatta a tutti e non sinonimo, quindi, di barriere architettoniche. Non è infatti un caso se l'educazione fisica è una disciplina prevista in tutti i sistemi scolastici da parte dell'Unione europea.
A differenza dalle normali e tipiche sale da ginnastica, queste risultano essere tipicamente spoglie da qualsiasi attrezzo sportivo, essendo destinata ad altre tipologie di "allenamenti", anche se spesso le ore trascorse in palestra risultano essere momenti di svago da parte degli studenti.
Tuttavia, secondo il Ministero dell'Istruzione (Miur), meno del 40% delle scuole italiane dispone di una palestra scolastica. Il numero di esse varia da regione a regione, ed è infatti per questo che troveremo più strutture del genere nei territori più ricchi economicamente e meno in quelle con più carenza di denaro. Al primo posto si piazza il Friuli-Venezia Giulia, mentre all'ultimo la Calabria.

## Attività principali

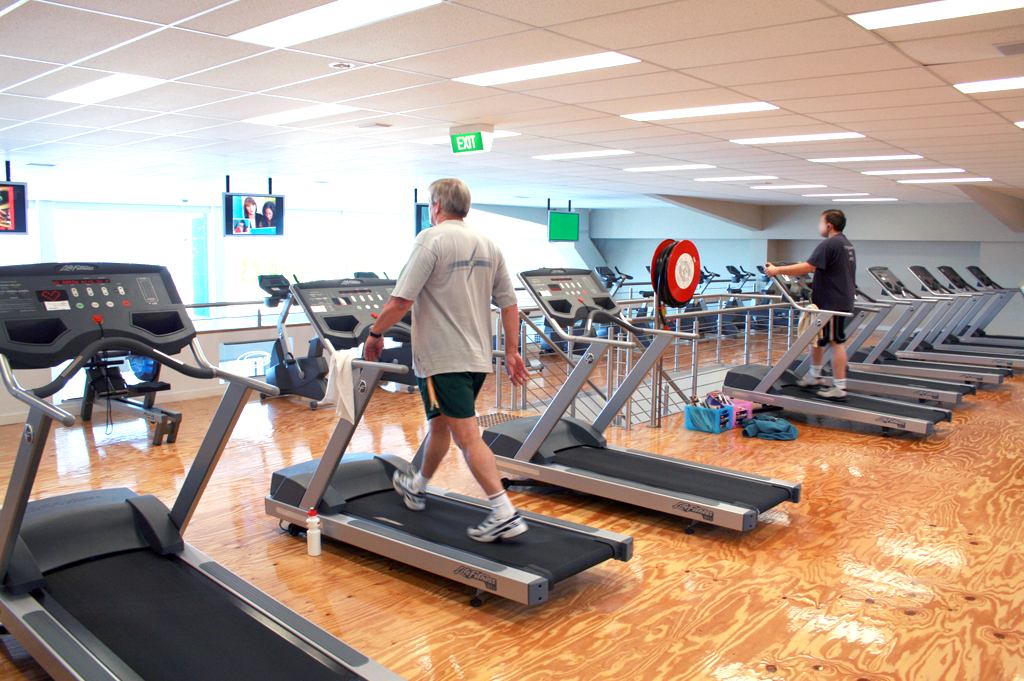
Sala cardio palestra attrezzata

In palestra si può svolgere l'attività del culturismo nota anche come body building, la cui utilità per il benessere della persona non è riconosciuta all'unanimità. Oppure si può svolgere una normale attività fisica che ha come obiettivo il benessere fisico e psichico della persona. Questo tipo di attività fisica si distingue in due differenti settori: cardio e muscolazione.
- Il cardio (abbreviazione di allenamento cardiovascolare) è un'attività fisica che può essere praticata in palestra utilizzando una o più delle seguenti attrezzature: tapis roulant, ellittiche, cyclette; ma che può essere praticata anche senza andare in palestra. I macchinari usati per fare cardio, infatti, hanno la funzione di simulare le attività fisiche che si possono svolgere all'aria aperta: camminare intensamente, correre e pedalare con la bicicletta. Queste tre attività, che costituiscono il cardio, hanno la funzione di migliorare lo stato di salute dell'apparato circolatorio, prevenire malattie cardiovascolari, bruciare calorie e grassi, allenare la resistenza dell'apparato respiratorio e regolare il metabolismo umano. Se e solo se abbinato a una dieta ipocalorica e ipolipidica, il cardio svolge l'importante funzione di ridurre la quantità di massa grassa nel corpo dell'individuo, il quale riesce così a perdere peso in maniera salutare. Il cardio allena la resistenza dell'individuo, e può essere praticato per un tempo anche molto prolungato, a seconda degli obiettivi di chi lo pratica: più ci si allena, più si consuma energia e quindi si bruciano i grassi, e un cardio molto prolungato può avere come conseguenza la stanchezza fisica dell'individuo, ma non danneggia le articolazioni, se è prolungato in maniera ragionevole e non smisurata.
Il cardio è dunque un'attività particolarmente adatta agli individui che vogliono perdere peso o a quelli che desiderano mantenersi in forma. Non è necessario andare in palestra, se si ha la possibilità di praticare all'aria aperta o in privato le attività menzionate. Il tapis roulant serve per svolgere al chiuso la camminata intensa e la corsa. La cyclette serve per pedalare al chiuso, ma si possono ottenere gli stessi risultati anche utilizzando la bicicletta. Se si mangia in maniera eccessiva o se non si rinuncia ai cibi ricchi di grassi e carboidrati, il cardio non può aiutare a perdere peso. Il cardio rappresenta, comunque, un valido aiuto contro la stitichezza e può migliorare il benessere psichico di chi lo pratica.
- La muscolazione è un'attività fisica che si pratica in palestra utilizzando una o più delle seguenti attrezzature: panche multifunzione, spalliera svedese, panche, bilanciere, pesi, dischi e manubri. L'attività di muscolazione è anche nota come "fare pesi". Lo scopo di questa attività è di allenare i muscoli dell'individuo aumentando la loro massa o cercando di mantenere la massa già ottenuta. Lo scopo del "fare attrezzi" è quello di avere un fisico più robusto e forte, e, secondo criteri oggettivi, più attraente dal punto di vista estetico, ma l'aspetto esteriore è soltanto una conseguenza dello sforzo muscolare, e non il suo fine: per tale ragione, la normale attività di esercizio e di sforzo dei propri muscoli non è da confondersi con il già menzionato culturismo o bodybuilding. L'attività di muscolazione o "fare attrezzi" è praticata da chi deve svolgere un'attività lavorativa che richiede forza nelle braccia e nelle gambe, oppure da chi vuole avere un fisico forte e possente. Questa attività può essere praticata dall'individuo che è già normopeso, e non ha bisogno di dimagrire: in tal caso il cardio viene svolto soltanto per pochi minuti in funzione di riscaldamento. L'attività di muscolazione può essere praticata anche da chi è in sovrappeso, e, in tal caso, il programma di allenamento e l'alimentazione devono essere regolati in base all'obiettivo dell'individuo: se vuole soltanto aumentare la propria forza muscolare senza perdere i chili di grasso in eccesso, oppure se vuole dimagrire e mettere massa muscolare. In questa seconda ipotesi, l'obiettivo è difficile da raggiungere e si richiede la supervisione di istruttori qualificati e la consulenza di un nutrizionista. Generalmente, si ritiene più semplice dimagrire prima con il cardio, e poi dedicarsi alla muscolazione.

Ad ogni modo, l'individuo che pratica la muscolazione o "fare attrezzi" per accrescere la propria massa muscolare fino a un certo livello desiderato, e per poi mantenere quel livello raggiunto, deve seguire un'alimentazione specifica, con molti carboidrati e molte proteine, dal momento che il muscolo dell'essere umano è fatto di proteine. La dieta proteica è riconosciuta all'unanimità come necessaria per chi pratica la muscolazione. L'uso di steroidi anabolizzanti è invece oggetto di critiche: la questione è travagliata proprio per chi afferma con vigore la necessità di distinguere nettamente la normale attività di muscolazione o "fare attrezzi" dal più contestato culturismo o bodybuilding. Molto diffusi sono gli integratori alimentari (come proteine del siero del latte, creatina, BCAA ecc.) che non devono essere confusi con le sostanze dopanti, in quanto essi sono legali e non rappresentano una minaccia per l'organismo. La muscolazione, a differenza del cardio, non può essere praticata per un tempo eccessivamente prolungato, perché danneggerebbe i muscoli anziché svilupparli. Si ritiene che un allenamento di muscolazione non debba superare i 60-70 minuti.
L'attività di muscolazione deve essere pratica necessariamente in palestra, perché per un privato acquistare tutte le attrezzature necessarie avrebbe un costo nettamente superiore a quello dell'iscrizione in palestra. L'attività di cardio può invece essere svolta al chiuso anche senza avvalersi della palestra: esistono modelli di cyclette assai meno costosi dell'abbonamento in palestra.
Sempre per quanto riguarda l'attività di muscolazione, nelle televendite vengono proposti attrezzi innovativi che consentirebbero di ottenere, a casa propria, gli stessi risultati che si otterrebbero frequentando una palestra, ad un costo assai minore dell'abbonamento. Tuttavia, l'idea che, usando in casa attrezzi singoli come quelli già citati sia possibile ottenere gli stessi risultati di un allenamento mirato e costante in palestra, è un'idea non accettata dagli studiosi di scienze motorie e sportive, e contestata da più parti.
Per quanto riguarda l'attività di cardio, invece, è generalmente accettata l'idea che per dimagrire e mantenersi in forma la palestra può essere un valido aiuto, ma non è affatto indispensabile iscriversi in palestra, perché l'attività di cardio può essere praticata privatamente o all'aperto ottenendo gli stessi risultati del cardio praticato in palestra, sempre se e solo se l'alimentazione esclude i cibi grassi e riduce o regola la quantità degli altri cibi.